# Volkstanzgruppe Massenricht
Die Volkstanzgruppe Massenricht ist eine Tanzgruppe aus Massenricht in der Oberpfalz in Bayern, die sich der Verbreitung und Pflege von Volkstänzen verschrieben hat. Die Gruppe wurde 1972 gegründet ist regelmäßig überregional aktiv und wirkte bereits bei mehreren Fernsehaufzeichnungen mit.

## Fernsehauftritte
Am 20. August 1989 beteiligte sich die Volkstanzgruppe Massenricht an einer Live-Produktion des ZDF Sonntagskonzerts in der Stadt Amberg.
Am 6. November 2000 wurde eine Folge der ARD-Produktion Kein schöner Land zum ersten Mal ausgestrahlt, in der die Volkstanzgruppe Massenricht mitwirkte. Die Aufnahmen dazu fanden im Oberpfälzer Freilandmuseum Neusath-Perschen statt.

## Personen
Untrennbar ist die Volkstanzgruppe mit dem Namen Hermann Frieser, Ehrenbürger der ehemaligen Gemeinde Massenricht, Träger des Ehrenpreises der Hanns-Seidel-Stiftung 2007 und langjähriger Kreisheimatpfleger des Landkreises Amberg-Sulzbach verbunden. Er gründete die Volkstanzgruppe und steht ihr seitdem auch vor.
Aus der Gruppe entwuchs Hans Wild, ebenfalls langjähriger Kreisheimatpfleger des Landkreises Amberg-Sulzbach, der über Jahre hinweg den Kirwapaaren im Landkreis Amberg-Sulzbach das Tanzen beibrachte.